# TSV Plön
Der TSV Plön ist ein 1864 gegründeter Sportverein aus der schleswig-holsteinischen Stadt Plön. Der TSV Plön verfügt über 1160 Mitglieder, die sich in insgesamt 27 Sparten organisiert haben. Eine der erfolgreichsten Sparten des Vereins ist der Fußball. Spielstätte der Liga-Fußballer ist das Schiffsthalstadion, weiterhin stehen der Fußballabteilung der traditionsreiche Sportplatz im Schloßgarten sowie der Ksour-Essaf-Platz im Ortsteil Stadtheide zur Verfügung. Die 1. Mannschaft des Vereins spielt seit der Saison 2016/2017 nach dem Wiederaufstieg aus der Kreisliga Plön in der Verbandsliga Ost. 
Die Fußballer traten im DFB-Pokal 1980/81 überregional in Erscheinung, als man sich für die 1. Hauptrunde qualifizieren konnte und dort dem damaligen Zweitligisten 1. FC Saarbrücken mit 0:3 unterlag. Als größte Erfolge sind zudem der Gewinn des SHFV-Pokals 1980 sowie die langjährigen Zugehörigkeiten zu den jeweils höchsten schleswig-holsteinischen Spielklassen mit der Vizemeisterschaft 1986/87 und der daraus resultierenden Teilnahme an der Aufstiegsrunde zur damaligen Oberliga Nord zu bezeichnen. Überregionale Bekanntheit erlangte der TSV Plön ferner durch seinen Boxring um Anne-Marie Stark sowie durch die Erfolge der Turnabteilung.

## Geschichte der Fußball-Abteilung
Der TSV Plön wurde im Jahre 1864 gegründet. Fußball wurde ca. ab der Jahrhundertwende im TSV gespielt. 1907 wurde zudem der 1. Plöner Ballspielverein als Ausgliederung der Fußballabteilung gegründet, der ab 1918 aber wieder zum TSV zurückfand. Nach Beendigung des Zweiten Weltkrieges wurde der während der Kriegszeit zum Erliegen gekommene Verein unter dem Namen ASV Plön (Allgemeiner Sportverein) wiedergegründet. 1951 erfolgte die Rückumbenennung in TSV Plön. 
Bis zur Saison 1972/73 spielten die TSV-Fußballer ganz überwiegend in der Bezirksliga, die damals die zweithöchste Spielklasse des Landes Schleswig-Holstein war. Nach der Neueinführung der Landesliga spielte der Verein kurzzeitig lediglich drittklassig, bevor der Aufstieg in die neu geschaffene Liga erfolgte. In diese Zeit fallen auch die Testspiele gegen den HSV und Schalke 04, das die Plöner sensationell mit 2:1 gewinnen konnten.
Die Saison 1979/80 war wohl eine der erfolgreichsten des Traditionsvereins. Das Team wurde souverän Meister der Landesliga Nord, womit erstmals der Aufstieg in die höchste Spielklasse des Landes erfolgte. Außerdem sicherte sich das Team mit einem 3:1-Sieg beim unterklassigen SV Blau-Weiß Wesselburen den Sieg des SHFV-Landespokals. In der darauf folgenden Saison durfte der TSV Plön Schleswig-Holstein im DFB-Pokal vertreten und scheiterte gegen den 1.FC Saarbrücken mit 0:3. In den folgenden Spielzeiten startete der TSV Plön in der Verbandsliga Schleswig-Holstein. Dabei war die Saison 1986/87 die erfolgreichste. Der TSV wurde hinter dem VfB Lübeck Vizemeister und vertrat Schleswig-Holstein in der Aufstiegsrunde zur damals drittklassigen Oberliga. Nach Siegen gegen den FC Mahndorf und den ASC Nienburg bestand zunächst Hoffnung auf den Aufstieg in den Spielen gegen die Amateurmannschaft des Hamburger SV scheiterten die Plöner dann aber deutlich. 
In der Saison 1989/90 stiegen die Plöner aus der Verbandsliga ab, konnten sich aber in der Landesliga Nord etablieren, bevor sie nach der Saison 1994/95 noch einmal für drei Spielzeiten in die höchste Spielklasse des Landes zurückkehren konnten. Ab der Saison 1996/97 erfolgte ein Niedergang mit zwei Abstiegen bis in die Bezirksliga, aus der man jedoch 2003 wieder aufstieg. Es erfolgte ein Durchmarsch zurück in die Verbandsliga. Im Sommer 2008 fand sich der Verein infolge einer Ligenreform erstmals seit den 1950er Jahren in der Kreisliga wieder. 
Nach dem Wiederaufstieg aus dieser im Jahr 2009 spielen die Fußballer in der neu geschaffenen Verbandsliga Nord-Ost. 
Sein 100-jähriges Bestehen feierte die Fußballabteilung des TSV mit einem Freundschaftsspiel gegen den FC St. Pauli (2007).

## Trivia
Im Frühjahr 2014 feierte der Gesamtverein sein 150-jähriges Bestehen, womit er zu den ältesten Sportvereinen Norddeutschlands gehört. Höhepunkt der Feierlichkeiten war ein Freundschaftsspiel zwischen den TSV-Handballern und dem deutschen Rekordmeister THW Kiel. 